# Märkischer Kreis
Märkischer Kreis (niem. Märkischer Kreis) – powiat w Niemczech, w kraju związkowym Nadrenia Północna-Westfalia, w rejencji Arnsberg. Stolicą powiatu jest miasto Lüdenscheid.

## Podział administracyjny
Powiat Märkischer Kreis składa się z:
- dwunastu gmin miejskich (Stadt)
- trzech gmin wiejskich (Gemeinde)

Gminy miejskie:
| Lp. | Nazwa gminy miejskiej | Ludność (31.12.2010) | Powierzchnia km² |
| --- | --------------------- | -------------------- | ---------------- |
| 1   | Altena                | 18.277               | 44,31            |
| 2   | Balve                 | 11.955               | 74,76            |
| 3   | Halver                | 16.717               | 77,37            |
| 4   | Hemer                 | 37.735               | 67,57            |
| 5   | Iserlohn              | 94.966               | 125,51           |
| 6   | Kierspe               | 17.270               | 71,63            |
| 7   | Lüdenscheid           | 75.463               | 86,73            |
| 8   | Meinerzhagen          | 20.838               | 115,19           |
| 9   | Menden (Sauerland)    | 55.496               | 86,06            |
| 10  | Neuenrade             | 12.146               | 54,11            |
| 11  | Plettenberg           | 26.321               | 96,30            |
| 12  | Werdohl               | 18.706               | 33,36            |

Gminy wiejskie:
| Lp. | Nazwa gminy wiejskiej | Ludność (31.12.2010) | Powierzchnia km² |
| --- | --------------------- | -------------------- | ---------------- |
| 1   | Herscheid             | 7.216                | 58,93            |
| 2   | Nachrodt-Wiblingwerde | 6.724                | 29,00            |
| 3   | Schalksmühle          | 11.135               | 38,20            |

## Współpraca
- powiat Elbe-Elster, Brandenburgia
- powiat raciborski, Polska
- hrabstwo Wrexham, Wielka Brytania